# 伊薩·迪奧普
伊薩·迪奧普（法語：Issa Diop，1997年01月9日—），是一名法國足球員，現時效力於英格蘭足球超級聯賽球队富咸。司职中堅。
他的祖父是一名塞內加爾足球運動員。他也是透過母親摩洛哥的後裔。

## 球會生涯

### 圖盧茲
2015年11月28日，迪奧普於聯賽對陣尼斯時，首次代表球隊上陣。12月2日，他為球隊上陣第二次對陣特魯瓦時，攻入在一線隊的首球，令球隊以3比0勝出比賽。

### 韋斯咸
2018年6月19日，韋斯咸宣佈簽入迪奧普，球會沒有公開轉會費，只是表示轉會費打破了球會紀錄。此前，韋斯咸最高轉會費的球員為2017年7月簽入的前鋒，當時的轉會費為2000萬鎊。

## 國家隊生涯
迪奧普曾為法國各階青年國家隊上陣。

## 生涯統計
最後更新：2017年2月11日
| 球會     | 賽季        | 聯賽 | 聯賽 | 盃賽 | 盃賽 | 聯賽盃 | 聯賽盃 | 歐洲賽事 | 歐洲賽事 | 其他 | 其他 | 總計 | 總計 |
| 球會     | 賽季        | 出場 | 入球 | 出場 | 入球 | 出場   | 入球   | 出場     | 入球     | 出場 | 入球 | 出場 | 入球 |
| -------- | ----------- | ---- | ---- | ---- | ---- | ------ | ------ | -------- | -------- | ---- | ---- | ---- | ---- |
| 土魯斯   | 2015-16賽季 | 21   | 1    | 1    | 0    | 1      | 0      | —        | —        | —    | —    | 23   | 1    |
| 土魯斯   | 2016-17賽季 | 19   | 2    | 1    | 0    | 0      | 0      | —        | —        | —    | —    | 20   | 2    |
| 土魯斯   | 2017-18賽季 | 26   | 2    | 2    | 0    | 3      | 0      | —        | —        | —    | —    | 31   | 2    |
| 生涯總計 | 生涯總計    | 77   | 5    | 4    | 0    | 4      | 0      | 0        | 0        | 0    | 0    | 85   | 5    |

## 榮譽

### 國家隊
法國 U21
- 歐洲U-19足球錦標賽：2016年

### 個人
- 歐洲U-19足球錦標賽最佳陣容：2016年

## 外部連結
- 伊薩·迪奧普 （页面存档备份，存于）於FFF上的資料